# Вім Де Біє
Віллем Філіп (Вім) де Бі (Гаага, 17 травня 1939 — 27 березня 2023) — нідерландський комік, письменник і постановник програм.
Де Бі народився на Парсіфальстраат у Гаазі. Його батько працював в енергетичній компанії (GEB), а мати була співачкою. Він став членом асоціації бойскаутів De Rimboejagers. Де Бі найбільш відомий як учасник дуету Ван Кутен і Де Бі, який багато років створював телевізійні програми для VPRO. Співпраця між ним і Кесом ван Кутеном сягає їхньої старшої школи. Вони познайомилися в Ліцеї Далтона в Гаазі, де створили кабаре-ансамбль Cebrah. Їхня перша програма називалася G.Rapsgewijs, друга — Te hay en te joke. Оскільки вони обоє хотіли стати вчителями, вони вивчали голландську мову після випускних іспитів. Проте незабаром Де Бі зупинився. Потім вступив на військову службу і став офіцером армії (артилерії).